# Branques terrestres

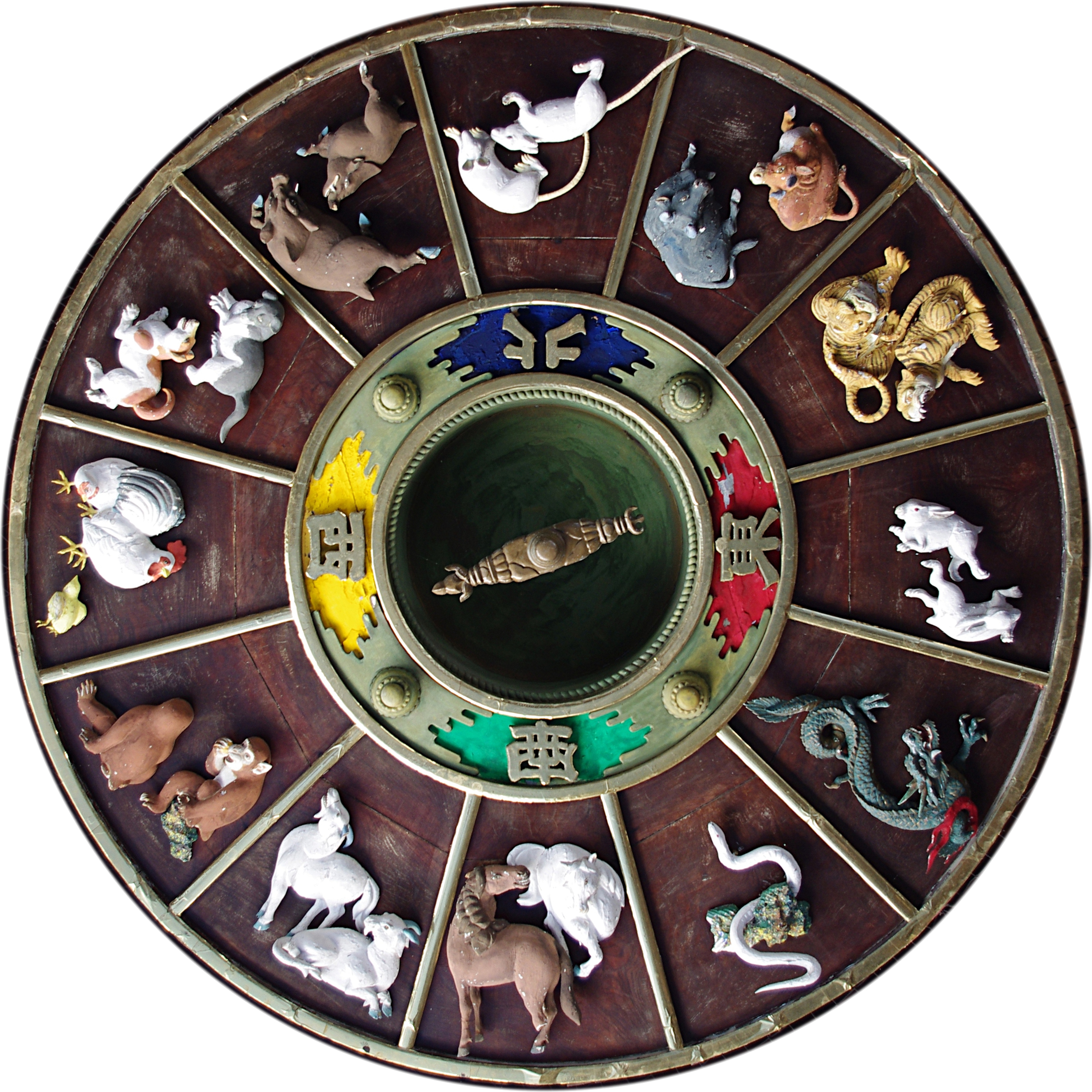
Talla del zodíac xinès al sostre de la porta al Santuari Kushida a Fukuoka, Japó

Les dotze Branques Terrestres són un sistema de numeració utilitzat per tot l'extrem orient d'Àsia en diversos àmbits, que inclouen el sistema de datació antic, astrologia tradicional, i el zodíac.

## Origen
Aquest sistema es va crear a partir de les observacions de l'òrbita de Júpiter. Els astrònoms xinesos van dividir el votla celeste en 12 seccions per seguir l'òrbita de 歲星 Suìxīng (Júpiter, l'estrella anual). Els astrònoms van arrodonir l'òrbita de Suixing a 12 anys (d'11,86). Suixing es va associar 攝提 Shètí (η Boötis) i de vegades l'anomenaven Sheti.

## Història
En pensament correlatiu, els 12 anys del cicle de Júpiter també identifica els 12 mesos de l'any, 12 animals (mnemònics per al sistema), 12 direccions, estacions, i hora xinesa en forma d'hores dobles. Quan s'utilitza una branca per a una hora doble, es pot referir al període, i quan s'utilitza per a una hora exacta d'un dia, es refereix al punt central del període. Per exemple, 马 (el Cavall) pot significar el període d'11 a 13 h o bé les 12 en punt. (El sistema jie qi proporcionava hores soles i arcs de 15 graus en el temps i en l'espai.)
Les estacions xineses es basen en observacions del sol i les estrelles. Molts sistemes de calendari xinesos començaven l'any nou en la segona lluna nova després del solstici d'hivern.
Les Branques Terrestres s'utilitzen avui combinades amb els Troncs Celestes en la versió actual del "calendari xinès tradicional" i en el taoisme. La combinació Ganzhi (Tronc-Branca) és una manera força nova per marcar temps; en el segon BC de mil·lenni, durant l'era Shang, més de mil anys abans de l'era cristiana, els 10 troncs celestes van donar nom als dies de la setmana. Les Branques són tan antigues com els troncs (i segons l'arqueologia recent, de fet, pot er més i tot), però els troncs anaven lligats als calendaris rituals de reis xinesos. No formaven part dels calendaris per a la majoria de xinesos.

## Dotze branques
|                | Branca terrestre | Xinès           | Xinès             | Xinès      | Xinès       | Japonès       | Japonès         | Coreà(RR) | Mongol   | Manchu   | Vietnamita       | zodíac xinès   | zodíac japonès    | Direcció         | Estació   | Mes lunar | Hora doble             |
| Zhuyin mandarí | Branca terrestre | MPinyin mandarí | Jyutping cantonès | HokkienPOJ | Damunt'yomi | kun'yomi      |                 | Coreà(RR) | Mongol   | Manchu   | Vietnamita       | zodíac xinès   | zodíac japonès    | Direcció         | Estació   | Mes lunar | Hora doble             |
| -------------- | ---------------- | --------------- | ----------------- | ---------- | ----------- | ------------- | --------------- | --------- | -------- | -------- | ---------------- | -------------- | ----------------- | ---------------- | --------- | --------- | ---------------------- |
| 1              | 子               | ㄗˇ             | zǐ                | zi2        | chú         | し(shi)       | ね(ne)          | 자 (ja)   | ᠬᠤᠯᠤᠭᠠᠨ᠎ᠠ | ᠰᡳᠩᡤᡝᡵᡳ  | tí (SV: tử)      | 鼠Rata         | 鼠                | 0° (del nord)    | Hivern    | Mes 11    | 11pm a 1sóc (mitjanit) |
| 2              | 丑               | ㄔㄡˇ           | chǒu              | cau2       | thiú        | ちゅう(chū)   | うし(ushi)      | 축 (chuk) | ᠦᠬᠡᠷ     | ᡳᡥᠠᠨ     | sửu              | 牛Ox           | 牛 Vaca           | 30°              | Hivern    | Mes 12    | 1h a 3h                |
| 3              | 寅               | ㄧㄣˊ           | yín               | jan4       | în          | いん(Dins)    | とら(tora)      | 인 (Dins) | ᠪᠠᠷᠰ     | ᡨᠠᠰᡥᠠ    | dần              | 虎Tigre        | 虎                | 60°              | Primavera | Mes 1     | 3 h a 5 h              |
| 4              | 卯               | ㄇㄠˇ           | mǎo               | maau5      | báu         | ぼう(bō)      | う(u)           | 묘 (myo)  | ᠲᠠᠤᠯᠠᠢ   | ᡤᡡᠯᠮᠠᡥᡡᠨ | mão (No-SV: mẹo) | 兔Conill       | 兎                | 90° (de l'est)   | Primavera | Mes 2     | 5 h a 7 h              |
| 5              | 辰               | ㄔㄣˊ           | chén              | san4       | sîn         | しん(shin)    | たつ(tatsu)     | 진 (jin)  | ᠯᠤᠤ      | ᠮᡠᡩᡠᡵᡳ   | thìn (SV: thần)  | 龙（龍）Drac   | 竜 (龍)           | 120°             | Primavera | Mes 3     | 7 h a 9 h              |
| 6              | 巳               | ㄙˋ             | sì                | zi6        | sū          | し(shi)       | み(mi)          | 사 (sa)   | ᠮᠣᠭᠠᠢ    | ᠮᡝᡳᡥᡝ    | tị               | 蛇Serp         | 蛇                | 150°             | Estiu     | Mes 4     | 9 h a 11h              |
| 7              | 午               | ㄨˇ             | wǔ                | ng5        | ngó͘         | ご(go)        | うま(uma)       | 오 (o)    | ᠮᠣᠷᠢ     | ᠮᠣᡵᡳᠨ    | ngọ              | 马（馬）Cavall | 馬                | 180° (del sud)   | Estiu     | Mes 5     | 11h a 13h (migdia)     |
| 8              | 未               | ㄨㄟˋ           | wèi               | mei6       | bī          | び (bi)       | ひつじ(hitsuji) | 미 (mi)   | ᠬᠣᠨᠢ     | ᡥᠣᠨᡳᠨ    | mùi (SV: vị)     | 羊Cabra        | 羊                | 210°             | Estiu     | Mes 6     | 13h a 15h              |
| 9              | 申               | ㄕㄣ            | shēn              | san1       | sin         | しん(shin)    | さる(saru)      | 신 (sin)  | ᠪᠡᠴᠢᠨ    | ᠪᠣᠨᡳᠣ    | thân             | 猴Mona         | 猿                | 240°             | Tardor    | Mes 7     | 15h a 17h              |
| 10             | 酉               | ㄧㄡˇ           | yǒu               | jau5       | iú          | ゆう(yū)      | とり(tori)      | 유 (yu)   | ᠲᠠᠬᠢᠶ᠎ᠠ   | ᠴᠣᡴᠣ     | dậu              | 鸡（雞）Gall   | 鶏 (鳥) Pollastre | 270° (de l'oest) | Tardor    | Mes 8     | 17h a 19h              |
| 11             | 戌               | ㄒㄩ            | xū                | seot1      | sut         | じゅつ(jutsu) | いぬ(inu)       | 술 (sul)  | ᠨᠣᠬᠠᠢ    | ᡳᠨᡩᠠᡥᡡᠨ  | tuất             | 狗Gos          | 犬                | 300°             | Tardor    | Mes 9     | 18h a 21h              |
| 12             | 亥               | ㄏㄞˋ           | hài               | hoi6       | hāi         | がい(gai)     | い(i)           | 해 (hae)  | ᠭᠠᠬᠠᠢ    | ᡠᠯᡤᡳᠶᠠᠨ  | hợi              | 猪（豬）Porc   | 猪                | 330°             | Hivern    | Mes 10    | 21 a 23h               |

Algunes cultures assignen animals diferents: al Vietnam es reemplaça el bou i el conill per búfal aquàtic i el gat, respectivament; el calendari tibetà canvia el Gall per l'ocell. En la versió kazakh tradicional del cicle animal de 12 anys (Kazakh: мүшел, müşel), el Drac és substituït per un cargol (Kazakh: ұлу, ulw), i el Tigre apareix com a lleopard (Kazakh: барыс, barıs).

## Direccions

Les 24 direccions cardinals (la convenció xinesa antiga col·loca el sud (vermell) dalt de tot).

Encara que el xinès té paraules per als quatre punts cardinals, el mariners i els astrònoms/astròlegs xinesos van preferir utilitzar les 12 direccions de les branques terrenals, cosa que seria força similar a la pràctica actual dels pilots que utilitzen les hores del rellotge per indicar direccions. Quan els 12 punts van resultar insuficients per navegar, es van afegir 12 punts intermedis. En comptes de combinar els noms de dues direcció adjacents, se'ls van assignar noms nous:
- A les quatre direccions diagonals, noms For the four diagonal directions, s'usen noms de trigram apropiats de l'I Ching.
- Per a la resta, s'usen els troncs celestes (1-4, 7-10). Segons la teoria del Wu Xing, l'est s'assigna a la fusta, i els troncs de la fusta són 甲 (jiǎ) i 乙 (yǐ). Així, es van assignant en el sentit de les agulles del rellotge als dos punts adjacents de l'est.

Les 24 direccions són:
|    | Caràcter | Nom mandarí  | Nom Hokkien | Nom coreà                | Nom japonès              | Nom vietnamita    | Direcció         |
| -- | -------- | ------------ | ----------- | ------------------------ | ------------------------ | ----------------- | ---------------- |
| 1  | 子       | ㄗˇ zǐ       | chú         | 자 (ja)                  | ね (ne)                  | tí (SV: tử)       | 0° (north)       |
| 2  | 癸       | ㄍㄨㄟˇ guǐ  | kúi         | 계 (gye) (SK: 규 (gyu))  | みずのと (mizunoto)      | quý               | 15°              |
| 3  | 丑       | ㄔㄡˇ chǒu   | thiú        | 축 (chuk) (SK: 추 (chu)) | うし (ushi)              | sửu               | 30°              |
| 4  | 艮       | ㄍㄣˋ gèn    | kùn         | 간 (gan)                 | うしとら (ushitora)      | cấn               | 45° (northeast)  |
| 5  | 寅       | ㄧㄣˊ yín    | în          | 인 (in)                  | とら (tora)              | dần               | 60°              |
| 6  | 甲       | ㄐㄧㄚˇ jiǎ  | kap / kah   | 갑 (gap)                 | きのえ (kinoe)           | giáp              | 75°              |
| 7  | 卯       | ㄇㄠˇ mǎo    | báu         | 묘 (myo)                 | う (u)                   | mão (non-SV: mẹo) | 90° (east)       |
| 8  | 乙       | ㄧˇ yǐ       | it          | 을 (eul)                 | きのと (kinoto)          | ất                | 105°             |
| 9  | 辰       | ㄔㄣˊ chén   | sîn         | 진 (jin) (SK: 신 (sin))  | たつ (tatsu)             | thìn (SV: thần)   | 120°             |
| 10 | 巽       | ㄒㄩㄣˋ xùn  | sùn         | 손 (son)                 | たつみ (tatsumi)         | tốn               | 135° (southeast) |
| 11 | 巳       | ㄙˋ sì       | sū          | 사 (sa)                  | み (mi)                  | tị                | 150°             |
| 12 | 丙       | ㄅㄧㄥˇ bǐng | péng        | 병 (byeong)              | ひのえ (hinoe)           | bính              | 165°             |
| 13 | 午       | ㄨˇ wǔ       | ngó͘         | 오 (o)                   | うま (uma)               | ngọ               | 180ㄑ° (south)   |
| 14 | 丁       | ㄉㄧㄥ dīng  | teng        | 정 (jeong)               | ひのと (hinoto)          | đinh              | 195°             |
| 15 | 未       | ㄨㄟˋ wèi    | bī          | 미 (mi)                  | ひつじ (hitsuji)         | mùi (SV: vị)      | 210°             |
| 16 | 坤       | ㄎㄨㄣ kūn   | khun        | 곤 (gon)                 | ひつじさる (hitsujisaru) | khôn              | 225° (southwest) |
| 17 | 申       | ㄕㄣ shēn    | sin         | 신 (sin)                 | さる (saru)              | thân              | 240°             |
| 18 | 庚       | ㄍㄥ gēng    | keng        | 경 (gyeong)              | かのえ (kanoe)           | canh              | 255°             |
| 19 | 酉       | ㄧㄡˇ yǒu    | iú          | 유 (yu)                  | とり (tori)              | dậu               | 270° (west)      |
| 20 | 辛       | ㄒㄧㄣ xīn   | sin         | 신 (sin)                 | かのと (kanoto)          | tân               | 285°             |
| 21 | 戌       | ㄒㄩ xū      | sut         | 술 (sul)                 | いぬ (inu)               | tuất              | 300°             |
| 22 | 乾       | ㄑㄧㄢˊ qián | khiân       | 건 (geon)                | いぬい (inui)            | càn (SV: kiền)    | 315° (northwest) |
| 23 | 亥       | ㄏㄞˋ hài    | hāi         | 해 (hae)                 | い (i)                   | hợi               | 330°             |
| 24 | 壬       | ㄖㄣˊ rén    | jîm         | 임 (im)                  | みずのえ (mizunoe)       | nhâm              | 345°             |

Mariners molt experts com Zheng He van usar brúixoles de 48 punts. El punt addicional afegit entre els altres dos rebia el nom d'una combinació de les dues direccions adjacents, com per exemple 丙午 (bǐngwǔ) per a la direcció de 172.5°, el punt mig entre 丙 (bǐng), 165°, i 午 (wǔ), 180°.